# Beste Bereket

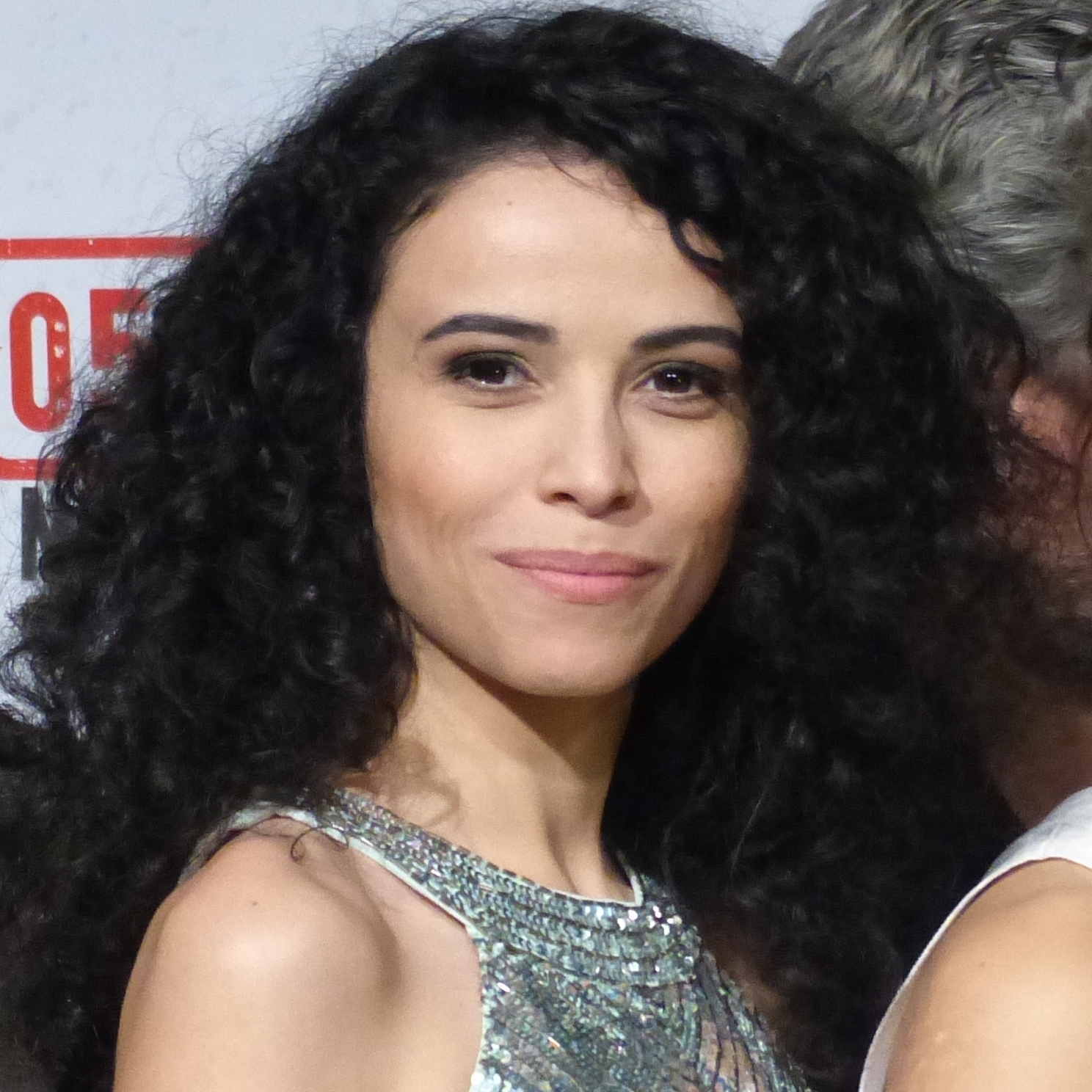
Beste Bereket

Beste Bereket (* 2. Juli 1982 in Istanbul) ist eine türkische Schauspielerin.

## Biografie
Bereket wurde am 2. Juli 1982 in Istanbul geboren. Sie studierte an der Mimar Sinan Üniversitesi. Ihr Debüt gab sie 2005 in dem Film Türev. Im selben Jahr war sie in der Fernsehserie Aşka Sürgün zu sehen. Anschließend trat sie 2006 in İki Süper Film Birden auf. 2009 bekam sie in dem Film Beş Şehir eine Hauptrolle.
Außerdem wurde Bereket 2013 für den Film 300 Worte Deutsch gecastet. 2015 heiratete sie Serdar Önal. Unter anderem setzte sie ihre Karriere in Dayı: Bir Adamın Hikayesi fort. 2021 spielte Bereket in der Serie Babam Çok Değişti mit.

## Filmografie
Filme
- 2005: Türev
- 2006: İki Süper Film Birden
- 2009: Ezber
- 2009: Beş Şehir
- 2013: 300 Worte Deutsch
- 2021: Dayı: Bir Adamın Hikayesi

Serien
- 2005: Aynalar
- 2005: Aşka Sürgün
- 2006: Anadolu Kaplanı
- 2007: Sessiz Fırtına
- 2009: Parmaklıklar Ardında
- 2011: Leyla ile Mecnun
- 2013: Doksanlar
- 2021: Babam Çok Değişti